# 흥덕고등학교 (경기)
흥덕고등학교(興德高等學校)는 대한민국 경기도 용인시 기흥구 영덕동에 있는 공립 고등학교이다.

## 학교 연혁
- 2009년 8월 7일 : 흥덕고등학교 설립 인가
- 2010년 3월 1일 : 경기도 교육청 혁신학교 및 자율학교 지정
- 2010년 3월 4일 : 초대 이범희 교장 취임
- 2010년 3월 4일 : 제1회 입학식(5학급 121명)
- 2011년 3월 2일 : 전학년 전교과 교과교실제 운영
- 2012년 3월 2일 : 고교교육력제고 시범학교 운영
- 2013년 2월 5일 : 제1회 졸업식(5학급 116명 졸업)
- 2022년 1월 6일 : 제10호 졸업식(9학급 229명 졸업, 누적 총 2,387명)
- 2022년 9월 1일 : 이만주 교장 취임
- 2024년 3월 4일 : 제15기 입학식(10학급 313명)

## 참고 자료
- 흥덕고등학교 - 한국교육학술정보원 학교알리미